# Alberto Quintano
Alberto Guillermo Quintano Ralph (ur. 26 kwietnia 1946 w Santiago) – chilijski piłkarz grający podczas kariery na pozycji obrońcy.

## Kariera klubowa
Karierę piłkarską Alberto Quintano rozpoczął w klubie Universidad de Chile w 1964. Z Universidad de Chile czterokrotnie zdobył mistrzostwo Chile w 1964, 1965, 1967 i 1969. W latach 1971-1977 występował w Meksyku w stołecznym Cruz Azul. Z Cruz Azul trzykrotnie zdobył mistrzostwo Meksyku w 1972, 1973, 1974. W latach 1977-1980 ponownie był zawodnikiem Universidad de Chile, z którym zdobył Puchar Chile w 1979. Ogółem w barwach „La U” rozegrał 311 meczów, w których zdobył 5 bramek.
W 1981 występował w Universidad Católica, a w 1982 w Deportes Magallanes, w którym zakończył karierę.

## Kariera reprezentacyjna
W reprezentacji Chile Quintano zadebiutował 15 sierpnia 1967 w wygranym 1-0 towarzyskim spotkaniu z Argentyną.
W 1974 roku został powołany przez selekcjonera Luisa Álamosa do kadry na Mistrzostwa Świata w RFN. Na Mundialu Quintano wystąpił we wszystkich trzech meczach z RFN, NRD i Australią. W 1979 wziął udział w Copa América, na którym zajęło drugie miejsce. W tym turnieju Quintano wystąpił w dwóch meczach z Kolumbią i w finale z Paragwajem, którym był jego ostatnim meczem w reprezentacji. 
Od 1967 do 1979 roku rozegrał w kadrze narodowej 49 spotkań.

## Kariera trenerska
Po zakończeniu kariery piłkarskiej Quintano został trenerem. Prowadził Deportes La Serena i Universidad de Chile.